# 앤디 시아라
앤디 시아라(Andy Siara)는 미국의 각본가이다. 피콕 시리즈 더 리조트 (2022)를 제작하고 쇼러너를 맡았다. 또한 영화 《팜 스프링스》의 각본을 썼다.

## 학력
미국 영화 연구소에서 영화를 공부했으며, 학생 시절 영화 《팜 스프링스》의 각본을 썼다.

## 개인 생활
2015년부터 결혼 생활을 하고 있다.

## 주요 작품 목록

### 각본가
- Merrimaker (2013; 단편 영화)
- Nurples (2014; 단편 영화)
- Anxiety (2014; 단편 영화)
- The Duke: Based on the Memoir 'I'm the Duke' by J.P. Duke (2016; 단편 영화)
- Grill Dog (2016; 단편 영화)
- Lodge 49 (2019; TV 시리즈)
- 팜 스프링스 (2020; 장편 영화)
- 앤젤린 (2022; 미니시리즈)
- 더 리조트 (2022; 크리에이터/쇼러너)

### 프로듀서
- 앤젤린(2022; 공동 프로듀서)
- 더 리조트 (2022; 책임 프로듀서)

### 배우
- 타이머 (2009; 주커만 역)